# Mosze Kac
Mosze Kac (Katz) (hebr. משה כץ) – izraelski brydżysta i działacz brydżowy, Senior International Master (WBF), European Master (EBL).
Mosze Kac w roku 1976 był niegrającym kapitanem drużyny kobiet Izraela na olimpiadzie w Monte Carlo a w roku 1988 był niegrającym kapitanem drużyny Izraela open na olimpiadzie w Wenecji.

## Wyniki brydżowe

### Olimpiady
Na olimpiadach uzyskał następujące rezultaty:
| Olimpiady brydżowe. Zawody teamów | Olimpiady brydżowe. Zawody teamów | Olimpiady brydżowe. Zawody teamów | Olimpiady brydżowe. Zawody teamów | Olimpiady brydżowe. Zawody teamów | Olimpiady brydżowe. Zawody teamów |
| Rok                               | Miejsce                           | Zawody                            | Kategoria                         | Drużyna                           | Pozycja                           |
| --------------------------------- | --------------------------------- | --------------------------------- | --------------------------------- | --------------------------------- | --------------------------------- |
| 2000                              | Maastricht                        | 11. Olimpiada Brydżowa            | Seniorzy                          | Israel                            | 15                                |
| 1964                              | Nowy Jork                         | 2. Olimpiada Teamów               | Open                              | Israel                            | 15                                |

### Zawody światowe
W światowych zawodach zdobył następujące lokaty:
| Mistrzostwa Świata. Konkurencja teamów | Mistrzostwa Świata. Konkurencja teamów | Mistrzostwa Świata. Konkurencja teamów                  | Mistrzostwa Świata. Konkurencja teamów | Mistrzostwa Świata. Konkurencja teamów | Mistrzostwa Świata. Konkurencja teamów |
| Rok                                    | Miejsce                                | Zawody                                                  | Kategoria                              | Drużyna                                | Pozycja                                |
| -------------------------------------- | -------------------------------------- | ------------------------------------------------------- | -------------------------------------- | -------------------------------------- | -------------------------------------- |
| 2000                                   | Southampton                            | 34. Mistrzostwa Świata Teamów Pokazowy Turniej Seniorów | Seniorzy                               | Obrońcy tytułu                         | 5                                      |
| 1998                                   | Lille                                  | 10. Mistrzostwa Świata                                  | Open                                   | Rohan                                  | 1                                      |
| 1994                                   | Albuquerque                            | 9. Mistrzostwa Świata                                   | Seniorzy                               | Rohan                                  | 1                                      |
| 1982                                   | Biarritz                               | 6. Mistrzostwa Świata                                   | Open                                   | Katz                                   | 39                                     |

| Mistrzostwa Świata. Konkurencja par | Mistrzostwa Świata. Konkurencja par | Mistrzostwa Świata. Konkurencja par | Mistrzostwa Świata. Konkurencja par | Mistrzostwa Świata. Konkurencja par | Mistrzostwa Świata. Konkurencja par |
| Rok                                 | Miejsce                             | Zawody                              | Kategoria                           | Partner                             | Pozycja                             |
| ----------------------------------- | ----------------------------------- | ----------------------------------- | ----------------------------------- | ----------------------------------- | ----------------------------------- |
| 1998                                | Lille                               | 10. Mistrzostwa Świata              | Seniorzy                            | Nisan Rand                          | 28                                  |
| 1994                                | Albuquerque                         | 9. Mistrzostwa Świata               | Seniorzy                            | Nisan Rand                          | 11                                  |

### Zawody europejskie
W europejskich zawodach zdobył następujące lokaty:
| Zawody europejskie. Konkurencja teamów | Zawody europejskie. Konkurencja teamów | Zawody europejskie. Konkurencja teamów | Zawody europejskie. Konkurencja teamów | Zawody europejskie. Konkurencja teamów | Zawody europejskie. Konkurencja teamów |
| Rok                                    | Miejsce                                | Zawody                                 | Kategoria                              | Drużyna                                | Pozycja                                |
| -------------------------------------- | -------------------------------------- | -------------------------------------- | -------------------------------------- | -------------------------------------- | -------------------------------------- |
| 1999                                   | Malta                                  | 44. Mistrzostwa Europy Teamów          | Seniorzy                               | Israel                                 | 9                                      |
| 1997                                   | Montecatini                            | 43. Mistrzostwa Europy Teamów          | Seniorzy                               | Israel                                 | 8                                      |
| 1995                                   | Vilamoura                              | 42. Mistrzostwa Europy Teamów          | Seniorzy                               | Israel/Austria                         | 6                                      |
| 1994                                   | Barcelona                              | 3. Mistrzostwa Europy Mikstów          | Miksty                                 | Zur-Albu                               | 56                                     |

| Zawody europejskie. Konkurencja par | Zawody europejskie. Konkurencja par | Zawody europejskie. Konkurencja par | Zawody europejskie. Konkurencja par | Zawody europejskie. Konkurencja par | Zawody europejskie. Konkurencja par |
| Rok                                 | Miejsce                             | Zawody                              | Kategoria                           | Partner                             | Pozycja                             |
| ----------------------------------- | ----------------------------------- | ----------------------------------- | ----------------------------------- | ----------------------------------- | ----------------------------------- |
| 1999                                | Warszawa                            | 10. Mistrzostwa Europy Par          | Seniorzy                            | Nisan Rand                          | 6                                   |
| 1997                                | Haga                                | 9. Mistrzostwa Europy Par           | Seniorzy                            | Nisan Rand                          | 10                                  |
| 1996                                | Monte Carlo                         | 4. Mistrzostwa Europy Mikstów       | Mikst                               | Ziva Yanir                          | 11                                  |
| 1995                                | Rzym                                | 8. Mistrzostwa Europy Par           | Seniorzy                            | Nisan Rand                          | 17                                  |
| 1994                                | Barcelona                           | 3. Mistrzostwa Europy Mikstów       | Miksty                              | R. Liberman                         | 132                                 |
| 1993                                | Bielefeld                           | 7. Mistrzostwa Europy Par           | Open                                | Nisan Rand                          | 136                                 |
| 1987                                | Paryż                               | 4. Mistrzostwa Europy Par           | Open                                | Mordechay Gelbard                   | 44                                  |

## Klasyfikacja
- Mosze Kac – klasyfikacja WBF (ang.)
- Mosze Kac – klasyfikacja EBL (ang.)